# Sophie Brahe

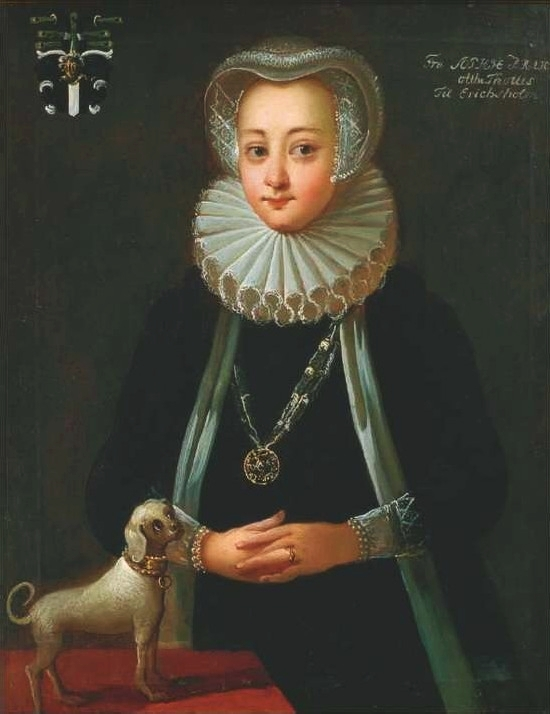
Sophie Brahe als Witwe (17. Januar 1602)

Sophie Brahe (* 24. August 1559 auf Schloss Knutstorp bei Kågeröd, Schonen; † 1643 in Helsingør), die Schwester von Tycho Brahe, war eine dänische Astronomin.

## Leben

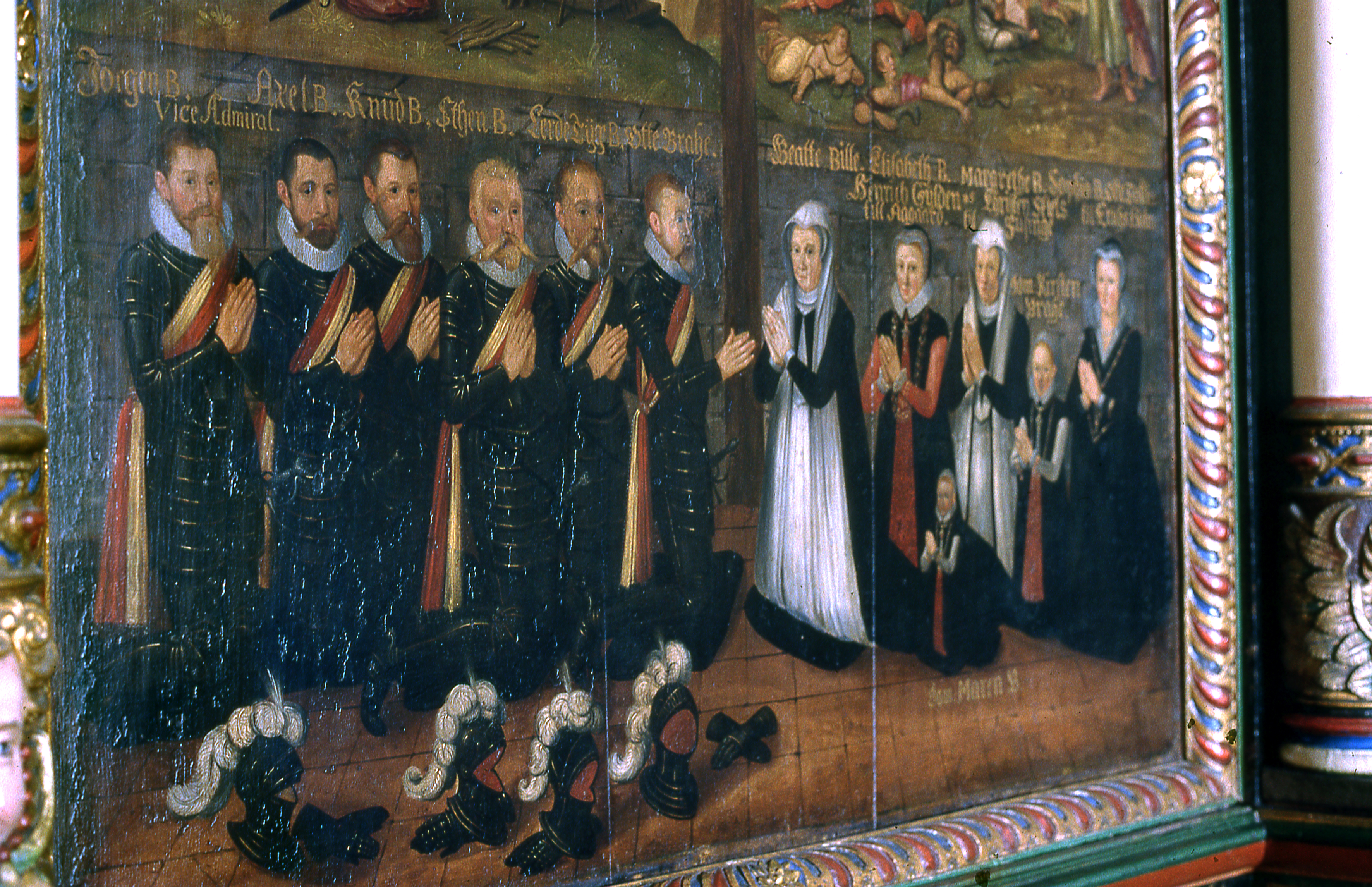
Epitaph von Sophie Brahes Eltern Otto Brahe und Beate Bille in der Kågeröds kyrka, Sophie ist ganz rechts als Witwe „Sophie B Otte Totts til Eriksholm“ abgebildet

Sophie Brahe war das jüngste der zwölf Kinder von Otte Brahe (1518–1571) und Beate Clausdatter Bille (1526–1605) aus dem Adelsgeschlecht Bille. Ihre Eltern gehörten zu den reichsten und einflussreichsten Familien in Dänemark. Ihr Vater wurde 1563 Mitglied des Reichsrats und später Gouverneur von Helsingborg. Ihre Mutter verwaltete nach dem Tod des Vaters dessen Güter und war von 1584 bis 1592 Oberhofmeisterin von Königin Sophie.
Sophie besaß eine ausgezeichnete Ausbildung. Neben Dänisch sprach sie auch Deutsch. Ihre wissenschaftlichen Kenntnisse musste sie sich allerdings größtenteils selbst und gegen den Widerstand ihrer Familie, die wissenschaftliche Tätigkeit für unangemessen für Adlige und ganz besonders für adlige Frauen ansah, aneignen. Unterstützt wurde sie von ihrem älteren Bruder Tycho Brahe. Er unterrichtete sie in Gartenbaukunst und Chemie. Ihre Kenntnisse in der Astronomie, die sie am meisten reizte, eignete sie sich selbständig an, denn auch Tycho schienen Mathematik und Astronomie als zu kompliziert für ein Mädchen. Da sie nicht Latein hatte lernen dürfen, ließ sie auf eigene Kosten lateinische Bücher übersetzen. Ihr Bruder erkannte ihre Fähigkeiten bald an, so dass sie schon als Jugendliche häufig mit ihm zusammenarbeitete. In seinem Schlossobservatorium Uranienborg auf der Öresundinsel Ven vor Landskrona führten sie gemeinsam Himmelsbeobachtungen durch und verfassten einen neuen Fixsternkatalog von tausend Gestirnsstandorten. Gemeinsam beobachteten und beschrieben sie am 8. Dezember 1573 eine Mondfinsternis und 1577 einen Kometen. Ihr eigener Anteil an den Arbeiten ihres Bruders ist mangels Aufzeichnungen nicht genau zu rekonstruieren. Pierre Gassendi berichtet jedoch in seiner Biographie über Tycho Brahe von ihren hervorragenden Kenntnissen.
Die Zusammenarbeit wurde um 1579 von einer erzwungenen Heirat mit dem 33-jährigen Otto Thott und der Geburt des Sohnes Tage Thott (1580–1659) unterbrochen. Sophie legte bei Eriksholm (heute Trolleholm), dem Gutshaus ihres Mannes in Schonen, einen berühmten Garten an, erweiterte ihre chemischen und medizinischen Kenntnisse durch das Studium von Paracelsus und war für die Gutsuntertanen als Ärztin tätig. 1587 überschrieb ihr König Friedrich II., der Tycho sehr förderte, das nahegelegene Gut Årup bei Ivetofta, dessen Kirche sie renovieren und neu ausstatten ließ. Die Kirchenausstattung ist teilweise erhalten.
Nachdem Brahes Ehemann 1588 gestorben war, erzog sie den Sohn und verwaltete ihre Güter. Als Witwe genoss sie größere Freiheit und konnte ihre Studien in Chemie und Medizin fortsetzen und die gemeinsamen Erforschungen der Gestirne mit ihrem Bruder wieder aufnehmen. Dafür reiste sie mehrmals im Jahr nach Ven. Gemeinsam mit ihm und auch selbständig fertigte sie Horoskope an. Zu dieser Zeit verfasste sie einige eigene Schriften zur Astronomie, die ihr Bruder zu veröffentlichen plante. Diese sind jedoch nicht erhalten. Sie begleitete ihren Bruder auch bei öffentlichen Anlässen, zu denen seine bürgerliche Frau nicht zugelassen war.
1590 verlobte sie sich mit Einverständnis ihres Bruders Tycho mit dem dänischen Adeligen und Alchemisten Erik Lange. Langes Schwester war mit ihrem Bruder Knut verheiratet. Lange verschwendete durch seine Experimente sein ganzes Vermögen und musste 1592 wegen seiner hohen Schulden nach Norddeutschland fliehen. Aus dieser Zeit stammt das 1594 von Tycho Brahe im Stil von Ovid verfasste lateinisches Gedicht Urania Titani, ein fiktiver Brief, in dem Urania (Sophie Brahe) die Trennung von Titan (Lange) beklagt. Die Zusammenarbeit der Geschwister endete, als Tycho 1597 erst nach Wandsbeck zu dem Humanisten Heinrich Rantzau und nach dessen Tod 1598 nach Prag an den Hof des kultur- und wissenschaftsbegeisterten Kaisers Rudolf II. zog, wo er 1601 starb. Sophie blieb mit ihrem Sohn in Eriksholm zurück. 1598 heiratete ihre gleichnamige Nichte, Tochter ihres Bruders Axel, eine ebenfalls hochgebildete Frau, den Gelehrten Holger Rosenkrantz, mit dem Sophie und Tycho Brahe in wissenschaftlichem Austausch standen.
Als im folgenden Jahr ihr Sohn Tage Thott zu einer mehrjährigen Bildungsreise ins Ausland aufbrach, begleitete Sophie Brahe ihn nach Hamburg und traf dort 1599 den hochverschuldeten Erik Lange wieder und unterstützte ihn. Nach Tychos Tod und einer mehr als zehnjährigen Verlobungszeit heirateten Sophie und Erik Lange 1602 in Eckernförde. Ihre Familie akzeptierte ihre Eheschließung und ihre wissenschaftlichen Studien nicht und hielt die ihr zustehenden Gelder zurück, weshalb das Ehepaar zunächst in Armut lebte, wie Sophie in einem erhalten gebliebenen Brief an ihre Schwester Margaretha klagte. Nach der Hochzeit zogen sie auf ihr Gut Årup, wo sie auch selbst alchemistische Studien durchführte. 1613 starb Erik Lange in Prag, wo er seit 1608 getrennt von seiner Ehefrau gelebt hatte.

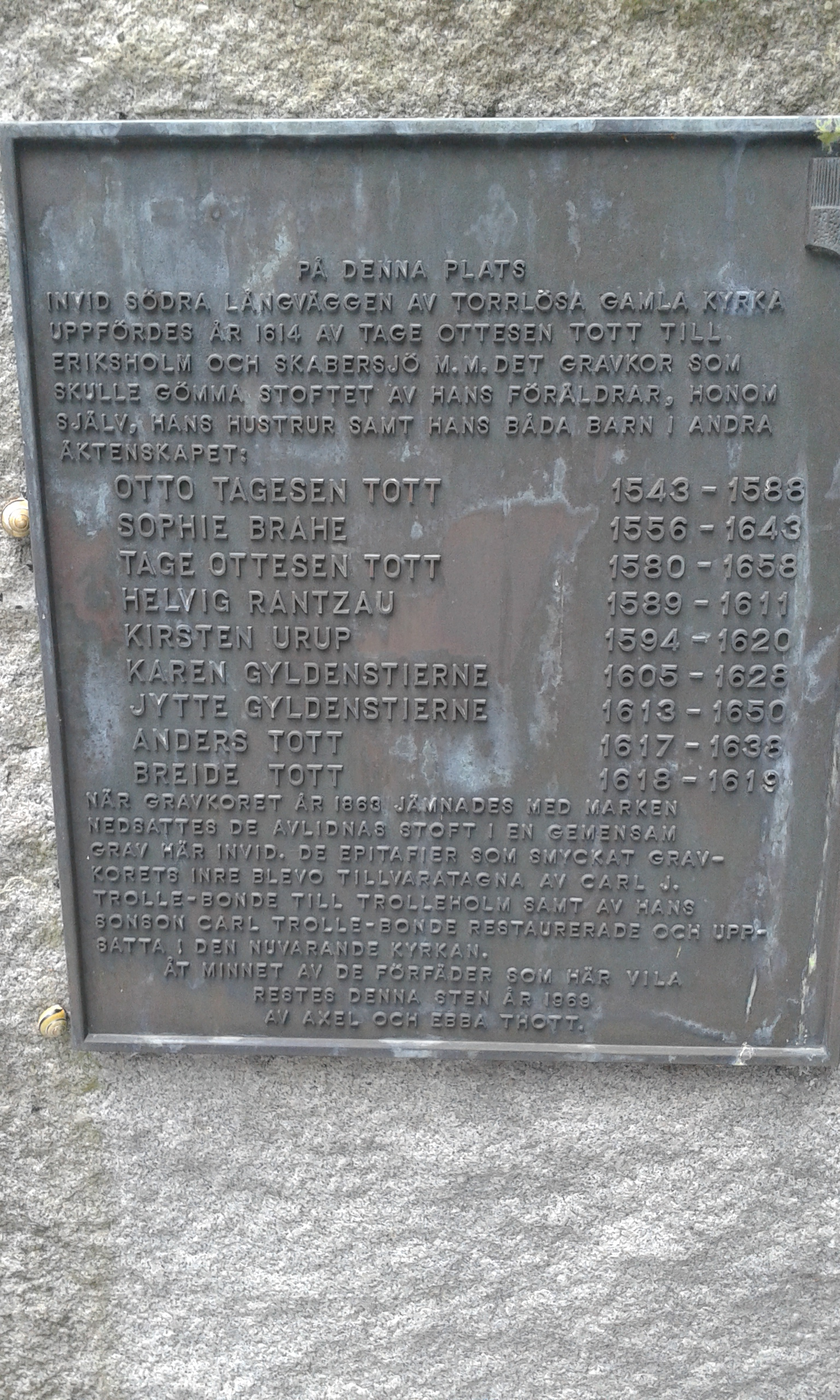
Gedenkstein für die in der ehemaligen Thott-Kapelle der Kirche von Torrlösa Beigesetzten

Nach Langes Tod ließ Sophie Brahe sich in Helsingør nieder und verfasste eine Genealogie der dänischen Adelsfamilien. Das 1626 abgeschlossene Manuskript umfasst 900 Seiten und wird heute in der Universität Lund aufbewahrt. Nach ihrem Tod wurde sie an der Seite ihres ersten Mannes in der Grabkapelle der Familie Thott in der alten, im 19. Jahrhundert durch einen Neubau ersetzten Kirche von Torrlösa beigesetzt.

## Ehrung
Nach Sophie Brahe heißt seit 2006 die Sophie-Brahe-Gemeinschaftsschule in Berlin.
In der Gemeinde Wennigsen (Deister) ist eine Straße nach ihr benannt.